# 柴英三郎
柴 英三郎（しば えいざぶろう、1927年3月18日 - 2022年10月17日）は、日本の脚本家。本名は前田孝三郎。東京都千代田区麹町出身。

## 経歴
陸軍士官学校を卒業。太平洋戦争終戦を士官学校で迎える。その後北海道大学に進むも中退。猪俣勝人に師事し児童劇団文芸部からNHKのラジオ番組などを経て1957年に脚本家としてデビュー。デビュー作は内田吐夢監督の映画『大菩薩峠』。その後逸見稔が立ち上げた創作作家集団SHP・葉村彰子を大西信行、櫻井康裕、田口耕三らと担当。
「三匹の侍」（1963年）、「大忠臣蔵」（1971年）、「傷だらけの天使」（1974年）などテレビドラマの脚本を数多く手掛け、1983年に始まった「家政婦は見た!」シリーズは20年以上続く人気ドラマになった。日本脚本家連盟の創立時の理事も務めた。
俳優は台本通りに演じるべきといった考えを持ち、アドリブを入れるベテラン俳優がいることに苦言を呈していたことがあった。
2022年10月17日、老衰のため死去。95歳没。

## 受賞歴
- 1980年 - 芸術祭賞優秀賞

## 著書
- 『三匹の侍』日本文芸社, 1967 　春陽文庫 1969
- 『大忠臣蔵 1 (乱菊の巻)』井口朝生,池田一朗共著. 岩崎放送出版社, 1971

大忠臣蔵 2 (残月の巻) 3 (炎雪の巻)
- 『花は花よめ 総集編』布勢博一,岡本克巳共原作, 新樹瞳志 編著. 日本テレビ放送網, 1973
- 『華麗なる大泥棒 四丁目の刑事の家の間借人』日本テレビ 編. 日本テレビ放送網, 1977.5
- 『家政婦は見た! ミンボー組長の懲りない家族』清野原生 文, テレビ朝日 編. 竹書房文庫, 1992.10
- 『家政婦は見られた! 土曜ワイド劇場(テレビ朝日系列)家政婦は見た!公式ガイドブック』監修, 大沢家政婦研究所 編. 音羽出版, 2000.3